# Revólver Velo-Dog

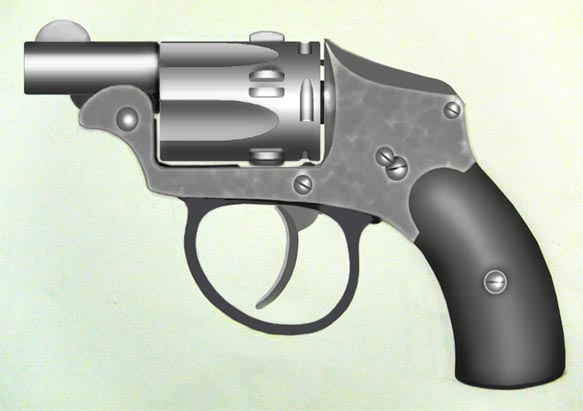
Un primer modelo del Velo-Dog, con guardamonte.

El Velo-Dog era un revólver de bolsillo creado por el armero francés Charles François Galand en 1894 y utilizado en toda Europa, siendo concebido como arma de defensa para los ciclistas contra el ataque de perros callejeros.

## Etimología
El nombre Velo-Dog procede de la combinación de las palabras vélocipède, velocípedo en francés, y dog, perro en inglés. Por el contrario, hay quienes defienden la teoría de que  Velo-Dog era contracción de velox (veloz) y dog para resaltar que era una bala más rápida que los populares revólveres "Bulldog".

## Características técnicas

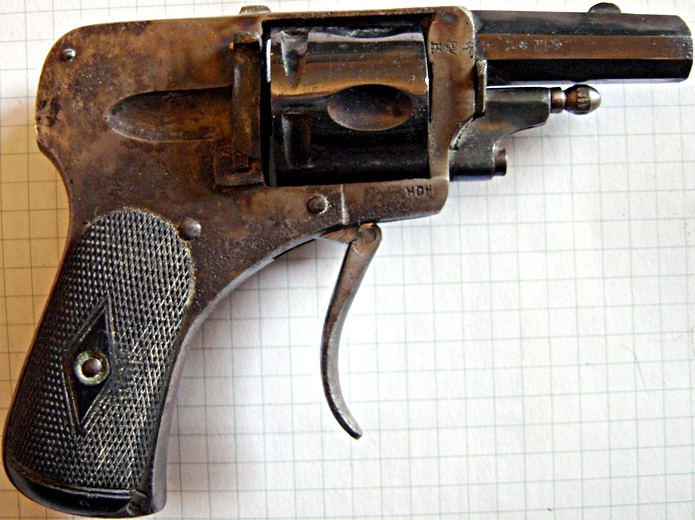
Un Velo-Dog fabricado por HDH (modelo Lincoln-Bossu).

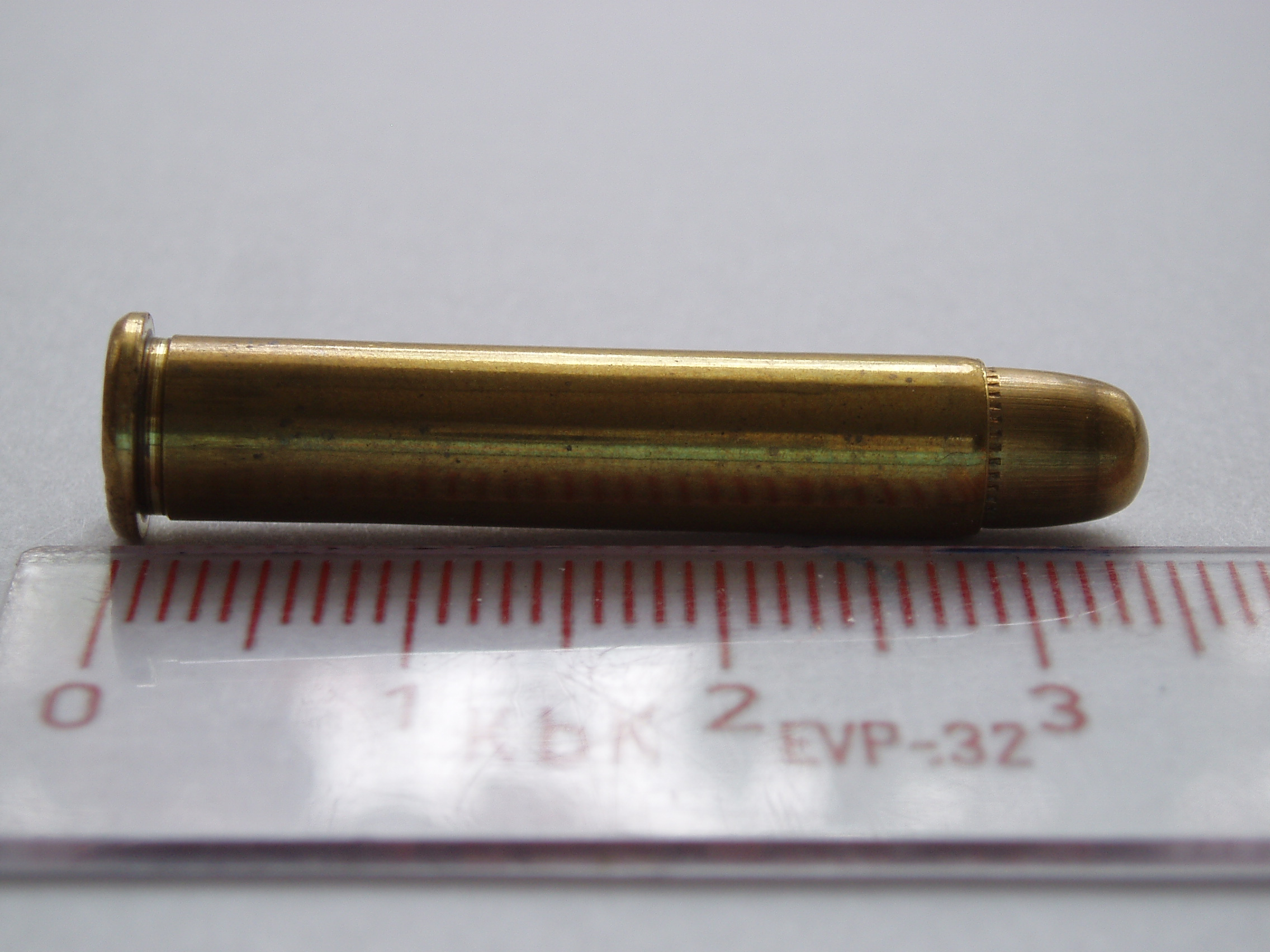
Cartucho 5,75 mm Velo-Dog.

Los revólveres Velo-Dog por lo general eran de distintas formas, pero tienen algunas características comunes. Habitualmente el martillo estaba oculto en el interior (tipo hammerless: sin martillo), para evitar que éste se enredara en la ropa, siendo de doble acción única. Todos tienen cañones cortos y estaban diseñados para cartuchos de percusión central, inicialmente de pólvora negra, con un tambor para cinco o seis cartuchos. Otra característica de varios modelos posteriores del Velo-Dog es la ausencia del guardamonte y un gatillo que se pliega contra el armazón del arma cuando no es empleada. La carga de cartuchos en el tambor se realizaba generalmente mediante una portilla lateral, situada a la derecha del arma, y la extracción de los cartuchos disparados, por medio de una varilla giratoria sobre un eje situada bajo el cañón.
En su concepción original, el revólver utilizaba un cartucho especial conocido como 5,75 mm Velo-Dog, que montaba una bala encamisada de 5,5 mm y que era ligeramente menos potente que un .22 Long Rifle. Éstos venían cargados con proyectiles de pimienta, en caso de querer dar un buen escarmiento, o de plomo, si lo que se pretendía era obtener resultados más contundentes. Así rebasaron el objetivo al que estaban destinados y se convirtieron en armas de defensa personal, después de 1900 comenzando a fabricarse modelos de calibres mayores, como 6 mm, 6,35 mm, 7,65 mm, etc. Este cartucho todavía es, o era fabricado hasta hace poco por Fiocchi.
Este tipo de revólveres acabaron teniendo una buena aceptación, gracias a su reducido tamaño y a lo económico de su precio, pues la mayoría estaban fabricados con materiales de baja calidad. Compitieron con las pequeñas pistolas semiautomáticas en el campo de las armas de bolsillo, destinadas a la defensa personal, hasta que estas últimas lograron imponerse en el mercado.
Debido a la baja potencia del cartucho, se registró un caso de suicidio donde una mujer se disparó dos veces en la sien con un revólver Velo-Dog de 6,35 mm antes de morir.